# Linaria concolor
Linaria concolor là một loài thực vật có hoa trong họ Mã đề. Loài này được Griseb. mô tả khoa học đầu tiên.